# Oceanisch eiland

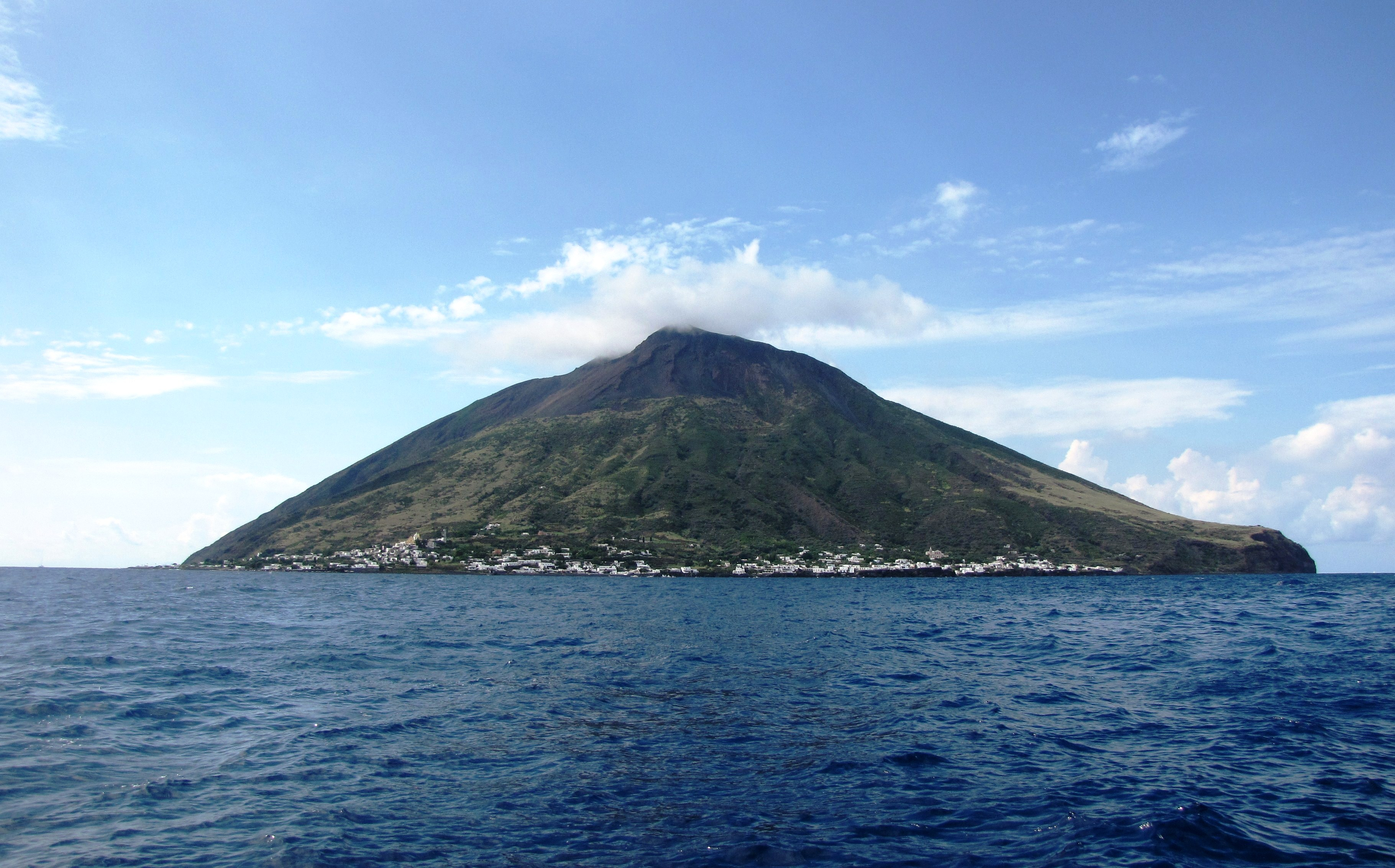
Stromboli is een vulkanisch eiland in de Tyrreense Zee, dat deel uitmaakt van de Eolische eilanden, een archipel ten noorden van Sicilië.

Een oceanisch eiland is een eiland dat vanaf de zeebodem boven water uitsteekt. Heel wat oceanische eilanden bevinden zich relatief ver van een continent - dit in tegenstelling tot continentale eilanden. Oceanische eilanden kunnen van vulkanische oorsprong zijn; in dat verband wordt over een hoog eiland gesproken. Voorbeelden hiervan zijn Tristan da Cunha, Jan Mayen, Stromboli, Heardeiland, Anak Krakatau en IJsland. Niet-vulkanische oceanische eilanden zijn bijvoorbeeld atollen of koraaleilanden, zoals de Marshalleilanden en de Malediven.